# 杉政忠雄
杉政 忠雄（すぎまさ ただお）は、日本の元アマチュア野球選手（内野手）。

## 経歴・人物
平安高校では1966年、3年生の時に同期のエース門野利治を擁し、遊撃手、五番打者として春夏の甲子園に出場。春の選抜は準々決勝で土佐高の上岡誠二に抑えられ0-1で惜敗。夏の選手権も、同じく準々決勝で報徳学園の前田正宏（中大 - 新日鐵広畑）と荒武康博のバッテリーに0-1で完封負けを喫する。秋の大分剛健国体にも出場、1回戦で甲子園春夏連覇を果たした加藤英夫投手の中京商を降す。しかし2回戦では、この大会で優勝した松山商のエース西本明和と門野が投げ合い、延長10回裏1-2でサヨナラ負けを喫した。他の高校同期に捕手の畑矢敬治、中堅手の伊藤博昭（法大 - 大昭和製紙北海道）、1年下には右翼手の江島巧がいた。同年のドラフト会議で阪神から3位指名を受けたが、入団を拒否。
1967年に関西大学に進学。関西六大学野球リーグでは久保田美郎、山口高志らの好投手を擁し在学中6回優勝。1970年の第19回全日本大学野球選手権大会は準決勝で法大と対戦。関大は山口、法大は横山晴久、池田信夫の両投手が継投、今も選手権記録として残る延長20回の熱戦となるが、この試合を決めるサヨナラ本塁打を放ち3x-2で快勝。しかし直後の決勝では山口が登板を回避、中京大に敗れ準優勝にとどまる。大学では久保田投手・佐竹政和捕手らは1学年上、白滝政孝は同期、山口投手は2学年下にあたる。
1971年に卒業後、社会人野球の西川物産に進む。1973年の都市対抗に三塁手、四番打者として出場。1回戦で三協精機の大塚喜代美に抑えられ敗退。